# 54391 Adammckay
54391 Adammckay este o planetă minoră (asteroid), cu un diametru de 10,673 km, din centura de asteroizi. A fost descoperită pe 31 mai 2000 la Stația Anderson Mesa de Lowell Observatory Near-Earth-Object Search și a fost numită după Adam J. McKay⁠(d). 
Obiectul prezintă o orbită caracterizată de o semiaxă mare de 2,718851316588 UAi, o excentricitate de 0,17032594789743, o înclinație de 17,982308292597 ° în raport cu ecliptica.